# Molophilus memnon
Molophilus memnon là một loài ruồi trong họ Limoniidae. Chúng phân bố ở miền Cổ bắc.